# Ronald Koops
Ronald Koops (Groningen, 6 maart 1975) is een Nederlandse muzikant en journalist.

## Levensloop
Koops groeide op in Zeist en Ede. Hij volgde een opleiding levensmiddelentechniek. Daarna studeerde hij journalistiek aan de Christelijke Hogeschool Ede en schreef onder andere voor het Nederlands Dagblad en het christelijke jongerenblad Kivive. Na zijn studie kwam hij te werken bij de Evangelische Omroep. Koops was redacteur van Ronduit Insite en voor EO-Visie. In dat laatste blad had hij een vaste column; zijn columns werden later gebundeld in het boek Wij en onze manieren.
In 2005 maakte Koops de overstap naar EB Media (sinds 2009 Inspirit Media). Hij was betrokken bij de ontwikkeling van het jongerenblad X[ist] in Christ en het ouderenblad Quinta. Van 2006 tot 2008 was hij hoofdredacteur van het opvoedblad Aan de Hand en van 2007 tot 2010 van het evangelisch maandblad Uitdaging. In november 2011 werd hij opnieuw hoofdredacteur van Aan de Hand. Vanaf 2012 werkt Koops voor Groot Nieuws Radio. Met ingang van 1 april 2014 presenteerde hij daar het nieuwsprogramma Avondeditie. Begin 2015 werd hij vanwege noodgedwongen bezuinigingen ontslagen. In datzelfde jaar vond hij een nieuwe baan bij Tot Heil des Volks, waar hij onder andere aan de slag ging als de nieuwe hoofdredacteur van het blad De Oogst.

## Als muzikant
Koops houdt zich ook veel bezig met muziek. Hij was betrokken bij de oprichting van twee praisebands, te weten Vuur en Exalt. Hij speelde zelf ook in deze band. Van zijn hand verschenen verschillende instrumentale piano-cd’s en een tweetal boeken, namelijk De kracht van muziek (2005) en Groeien in lofprijzing en aanbidding (2008). Voor het Evangelisch Werkverband (EWV) ontwikkelde Koops een cursus om onderwijs te geven over aanbiddingsmuziek binnen de traditionele kerken.

## Persoonlijk
Samen met zijn vrouw Annelies heeft Koops zes kinderen.